# Ara (berg)
Ara (armeniska: Արայի: Araji) är ett berg i Armenien. Det ligger i den centrala delen av landet, 25 kilometer norr om huvudstaden Jerevan. Toppen på Ara är 2 614 meter över havet, eller 860 meter över den omgivande terrängen. Bredden vid basen är 8,2 km.
Terrängen runt Ara är huvudsakligen lite bergig. Närmaste större samhälle är Jeghvard, 9,2 kilometer söder om Ara.
Trakten runt Ara består i huvudsak av gräsmarker. Runt Ara är det ganska tätbefolkat, med 149 invånare per kvadratkilometer.